# Tālgrām
Tālgrām är en ort i Indien.   Den ligger i distriktet Kannauj och delstaten Uttar Pradesh, i den centrala delen av landet, 300 km sydost om huvudstaden New Delhi. Tālgrām ligger 151 meter över havet och antalet invånare är 10 629.
Terrängen runt Tālgrām är mycket platt. Runt Tālgrām är det tätbefolkat, med 530 invånare per kvadratkilometer. Närmaste större samhälle är Gursahāiganj, 11,2 km nordost om Tālgrām. Trakten runt Tālgrām består till största delen av jordbruksmark.